# Sandhamn, Gotland
Sandhamn är en bebyggelse söder om Fröjels kyrka på Gotland. Från 2015 avgränsar SCB här en småort.